# Галт
Галт (монг.: Галт) — сомон аймаку Хувсгел, Монголія. Площа 3,6 тис. км², населення 5,8 тис. чол. Центр сомону селище Ідер лежить за 940 км від Улан-Батора, за167 км від міста Мурен.

## Рельєф
Гори Байшинтийн Білут (2949 м), Гурт, Гурван Яргайт. Територією сомону протікають річки Ідер, Чулуут, Харцат, Галт. Гаряче джерело Салбарт (+36-44 градуси).

## Клімат
Клімат різко континентальний. Щорічні опади 350 мм, середня температура січня −18°С, середня температура липня +14°С.

## Природа
Листяні та кедрові ліси, берези, ялини.

## Корисні копалини
Родовища вапняку, міді, димчатого кришталю, свинцю, бірюзи, слюди.

## Соціальна сфера
Школа, лікарня, торговельно-культурні центри.